# Metro de Wuhan
El metro de Wuhan (xinès:=武漢地鐵) és un dels sistemes de transport públic de Wuhan, capital de la província del Hubei, al centre de la República Popular de la Xina. Des de 2018, la xarxa compta amb 9 línies.

## Història

Evolució del metro de Wuhan

Els estudis preliminars dels sistemes de trànsit ferroviari urbà van ser impulsats per la ciutat poc després d’una visita de la delegació de ferrocarrils belgues el 1984. Després de l'enderroc de l'antic ferrocarril Pequín-Hankou, la ciutat de Wuhan planejava utilitzar el passadís per construir la primera línia ferroviària de trànsit ràpid de la ciutat. El setembre de 1992, es va crear el Grup de Construcció del Metro de Wuhan per la Comissió Municipal de Construcció de Wuhan i posteriorment es va formar el 1993 un grup de supervisió, dirigit per l’alcalde Qian Yunlu, per facilitar el finançament, la planificació, la logística i l’organització del projecte. Van passar set anys abans que la ciutat pogués finançar la construcció.
L'octubre de 1999, la Comissió Nacional de Planificació (antecessora de la Comissió Nacional de Desenvolupament i Reforma) va aprovar el projecte "Tren lleuger" de Wuhan (Línia 1, fase 1), indicant l'inici de treballs seriosos en el projecte de trànsit ferroviari. El 2 d'octubre de 2000, el govern municipal de Wuhan va ratificar l'establiment de Wuhan Rail Transit Co., Ltd. i va contractar a la corporació la construcció, operació, administració i el desenvolupament immobiliari relacionat.
El desembre de 2000, la Comissió Nacional de Planificació va acceptar un informe de viabilitat del projecte i va aprovar la construcció de la fase 1 de la línia 1. El 23 de desembre de 2000, es va posar la primera pedra del projecte.
El 2002, amb l’anticipació d’un boom econòmic i una creixent demanda de trànsit ferroviari urbà, el govern municipal de Wuhan va aprovar el primer pla director de trànsit ferroviari a llarg termini de la ciutat. El 28 de juliol de 2004, la línia de "tren lleuger" de deu estacions es va obrir al públic. No obstant això, la baixa quantitat d'usuaris va desanimar la ciutat de finançar el projecte d'extensió, en el qual s'havia posat la primera pedra el 15 de desembre de 2005, i es va produir un retard de 4 anys en la construcció. L'abril de 2006, la NDRC va ratificar un pla de construcció / explotació de sis anys, però no va ser fins un any després, el 9 d'abril de 2007, que la NDRC va acceptar l'informe de viabilitat de la línia 1, fase 2 (el projecte d'ampliació) i va aprovar la construcció del projecte.
Mentrestant, es va començar a construir l'estació de Fanhu de la línia 2 totalment subterrània el 16 de novembre de 2006, com a resposta al pla anterior de sis anys adoptat per la NDRC. També es va iniciar la construcció de les estacions de la línia 4 de metro de l'estació de ferrocarril de Wuchang al juny i de l'estació de ferrocarril de Wuhan al setembre, com a part del projecte integral de capital per renovar i construir el centre ferroviari de Wuhan .
El maig de 2007, la Comissió de Desenvolupament i Reforma Provincial de Hubei (HDRC) va aprovar els dissenys preliminars de la línia 1, fase 2, i la construcció integral va començar posteriorment al juny. El 15 de maig, el govern de la ciutat va aprovar l'establiment de Wuhan Metro Group Co., Ltd., que substituiria Wuhan Rail Transit Co., Ltd i assumiria les seves responsabilitats i beneficis.
El 12 de setembre de 2007, la NDRC va acceptar l'informe de viabilitat de la línia 2, fase 1, i els dissenys preliminars van ser aprovats per l'HDRC el desembre de 2007. No obstant això, no va ser fins al setembre del 2008 que es van facilitar les compres i el finançament de terres i es va començar a dur a terme una construcció integral. L’octubre de 2009 es va iniciar la perforació del túnel del riu Yangtze.
El 13 de març de 2009, la NDRC va acceptar un informe de viabilitat de la línia 4, fase 1. El 13 de maig de 2009, l'HDRC va ratificar els dissenys preliminars de la línia 4, fase 1. Es va fer una construcció completa al segment de Wuchang de la línia 4. A l'octubre de 2009 es va presentar un pla de trànsit urbà més ambiciós per a la revisió de la NDRC i, a finals de novembre, la China International Engineering Consulting Corporation va dur terme un estudi.
El febrer de 2010, la primera inauguració comercial del metro de Wuhan va ser a l'estació de Hanxi 1st Road. El 29 de juliol, la línia 2 fase 2 va entrar en servei comercial des de Dijiao fins al bulevard Dongwu. Malgrat els plans per estendre el terminal més occidental fins a l'avinguda Jinshan al districte de Dongxihu, l'estació mai no es va construir. Darrere del bulevar de Dongwu es va construir un final curt amb pistes encreuades. Zhuyehai, una estació del districte de Qiaokou, va romandre no operativa malgrat l'existència de plataformes. Ni les sortides ni les escales encara no s’havien construït. Havia d’obrir-se quan s'acabés la botiga Ikea.

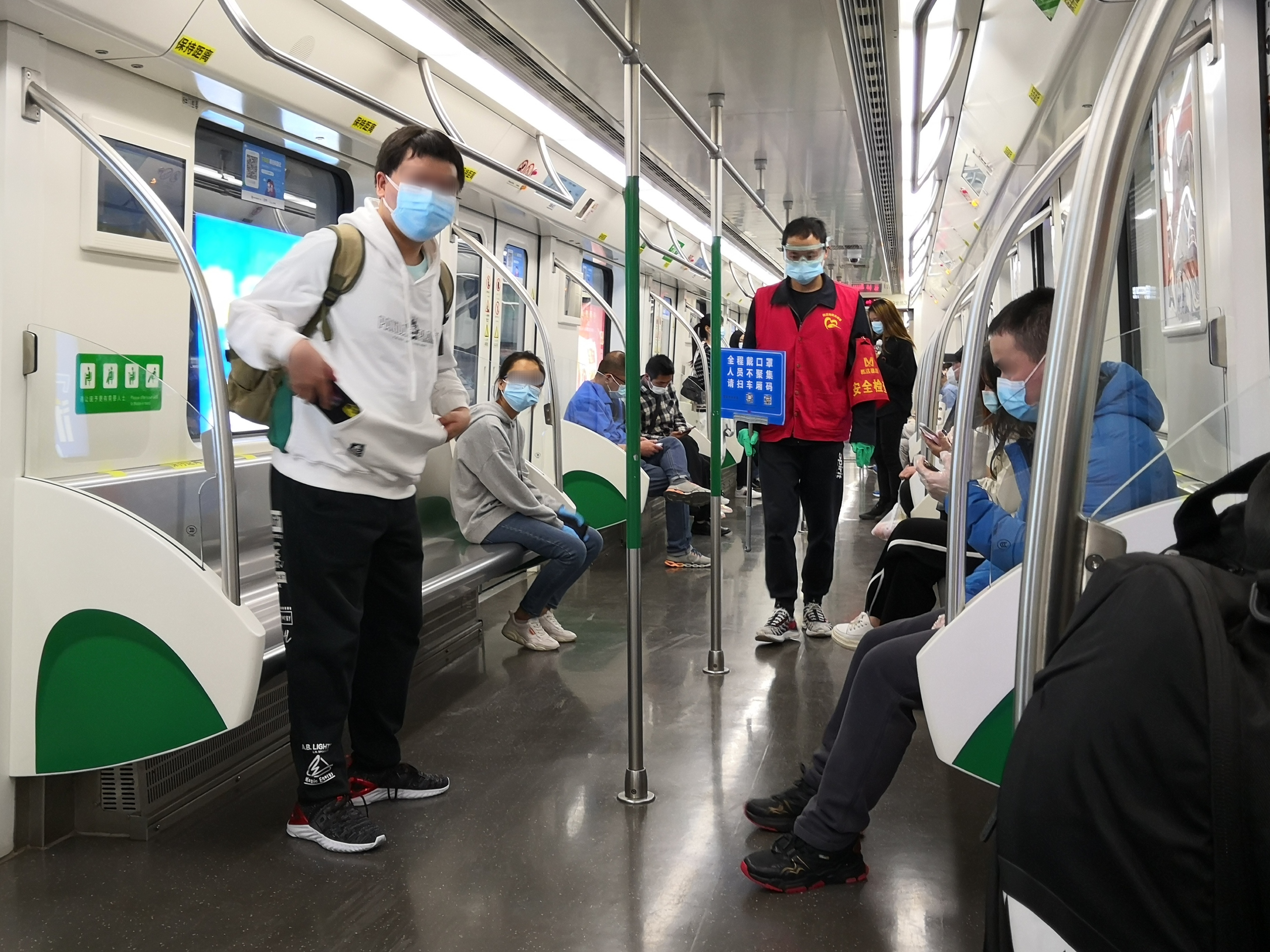
El metro de Wuhan demana als passatgers que facin servir mascaretes en els seus viatges durant la pandèmia COVID-19.

El 17 de febrer de 2012, la NDRC va acceptar un informe de viabilitat de la línia 3, fase 1, la quarta línia de la xarxa de metro de Wuhan i la primera que creua el riu Han, que connecta els barris de Hankou i Hanyang. El 21 de desembre de 2012, NDRC també va aprovar un informe de viabilitat a la línia 6 —la segona connexió Hankou-Hanyang. Set dies després, la Línia 2 va entrar en servei comercial, connectant algunes de les zones més poblades de Hankou, Wuchang i Optics Valley.
El 12 d'abril de 2013, la NDRC va atorgar l'acceptació d'un informe de viabilitat de la línia 8, fase 1, que connecta Hankou i Wuchang a través del segon pont del riu Yangtze. La construcció es va iniciar el juny del 2013 i es va acabar el desembre del 2017.
El 23 de gener de 2020 es va tancar tota la xarxa de metro, juntament amb la resta de transports públics de la ciutat, inclosos els ferrocarrils nacionals i els viatges aeris, en un esforç per controlar la propagació de la pandèmia COVID-19 a Hubei. a partir del 23 de gener de 2020 durant 65 dies fins al 27 de març de 2020,
El 28 de març de 2020, sis línies (línies 1, 2, 3, 4, 6, 7) van reprendre les operacions, després d’un bloqueig de dos mesos. El 8 abril 2020, la línia 8, fase 1, va reprendre les operacions. El 22 abril 2020, la línia 8, fase 3, línia 11 i la Yangluo va reprendre les seves operacions.

## Xarxa actual
| Línia      | Terminal                                                                      | Terminal                                                                           | Inauguració | Darrera ampliació | Longitud total en km | estacions |
|            |                                                                               |                                                                                    |             |                   |                      |           |
| 1          | Hankou Bei (汉口北) Hankou - Nord                                             | Jinghe (径河)                                                                      | 2004        | 2017              | 37,9                 | 32        |
| 2          | Tianhe Jichang (天河机场) Aéroport de Wuhan-Tianhe                            | Fozuling (佛祖岭)                                                                  | 2012        | 2019              | 60,3                 | 38        |
| 3          | Hongtu Dadao (宏图大道) Boulevard Hongtu                                      | Zhuanyang Dadao (沌阳大道) Boulevard Zhuanyang                                     | 2015        | -                 | 29,7                 | 24        |
| 4          | Bailin (柏林)                                                                 | Wuhan Huochezhan (武汉火车站) Gare ferroviaire de Wuhan                            | 2013        | 2019              | 49,7                 | 37        |
| 6          | Jinyinhu Gongyuan (金银湖公园) Parc Jinyinhu                                  | Dongfeng Gonsi (东风公司) Entreprise Dongfeng                                      | 2016        | -                 | 36,5                 | 27        |
| 7          | Yuanboyuan Bei (园博园北) Parc Yuanbo - Nord                                  | Qinglongshan Ditiexiaozhen (青龙山地铁小镇)                                        | 2018        | 2018              | 47,0                 | 26        |
| 8          | Jintanlu (金潭路) Rue Jintan                                                  | Military Athletes' Village (军运村)Vila de l'esport militar                        | 2017        | 2021              | 39                   | 26        |
| 11         | Wuhandong Railway Station (武汉东站)Gare ferroviaire de Wuhandong (Wuhan-Est) | Gediannan Railway Statuin (葛店南站) Estació ferroviària de Gediannan (Gedian-Sud) | 2018        | 2021              | 23,7                 | 14        |
| Yangluo 21 | Houhu Boulevard (后湖大道) Boulevard Houhu                                    | Jintai (金台)                                                                      | 2017        | -                 | 34,6                 | 16        |
|            |                                                                               |                                                                                    |             |                   |                      |           |
| Total      | Total                                                                         | Total                                                                              | Total       | Total             | 358,4                | 225       |

## Línies en construcció

Planol de la línia circular 12, en construcció

Diferents projectes estan en construcció, entre els quals la línia 12 que serà circular
| Línia              | Terminal                                    | Terminal                                               | Inauguració | Longitud total en km | EStacions |  |
|                    |                                             |                                                        |             |                      |           |  |
| 5                  | Nansanhuan (南三环)3a circular Sud          | Wuhan Huochezhan (武汉火车站) Estació de Wuhan         |             | 34.83                | 25        |  |
| 6 (allargament)    | Fumin Nanlu (富民南路) Rue Sud Fumin        | Jinyinhu Gongyuan (金银湖公园) Parc Jinyinhu           |             |                      | 5         |  |
| 7 (allargament)    | Huangpi Guangchang (黄陂广场) Plaça Huangpi | Yuanboyuanbei (园博园北) ((anglès) ) Garden Expo North |             |                      | 11        |  |
| 8 (secció central) | Liyuan (梨园)                               | Yezhihu (野芷湖)                                       |             |                      | 11        |  |
| 10                 |                                             |                                                        |             |                      | 29        |  |
| 11 (allargament)   |                                             |                                                        |             |                      | 18        |  |
| 12                 |                                             |                                                        |             | 60                   | 37        |  |
| 16                 |                                             |                                                        |             | 32                   | 12        |  |
| 19                 |                                             |                                                        |             | 21.2                 | 6         |  |